# الأوربوروس

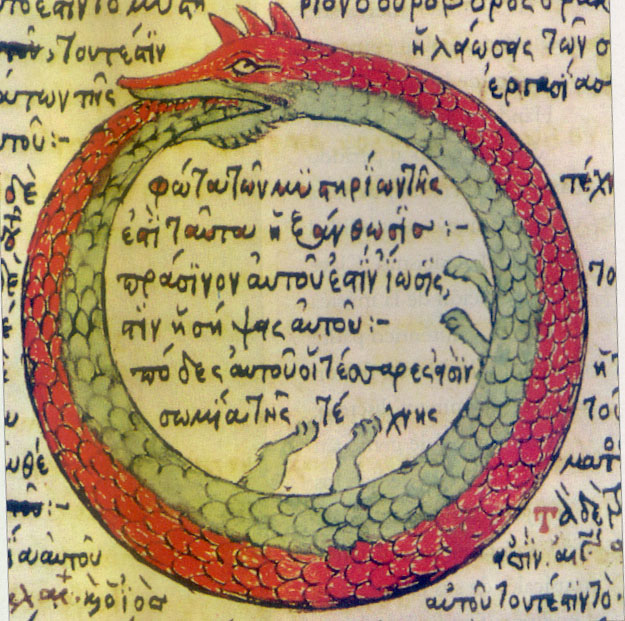
نسخة من رسم 1478 لثيودوروس بيليكانوس من ورقة خيميائية نسبت إلى سينيسيوس

الأوربوروس (/ˌjʊərəˈbɒrəs/) هو رمز قديم يصور الثعبان أو التنين وهو يأكل ذيله. يعود منشؤها إلى الأيقونية المصرية القديمة، دخل الأوربوروس التقليد الغربي عبر التقاليد السِحريّة اليونانية واعتمد كرمز في الغنوصية وهرمسية وبالأخص في الكيمياء. المُصطلح مُشتق من (بالإغريقية: οὐροβόρος)، من οὐρά ، «الذيل» + ράορά ، «يأكل» غالبًا ما يتم تفسير الأوربوروس على أنها رمز للتجديد الدوري الأبدي أو دورة من الحياة والموت والولادة الجديدة.

## تمثيلات تاريخية
وفقا لتعاليم مدام بلافاتسكي فأن الاوربوروس يرمز إلى:
1. الخلود (الأبدية)، مثل الهندوسية حيث ان الثعبان الكبير (انانتا شيشا) يتم تصويره بسبع رؤوس ويصوره آخرون بالف رأس، حيث يمثل الخلود ولانهائية نفسه.
2. دورة لا تنتهي من التطور داخل الابدية (الخلود)
3. «دائرة الضرورة» عند المصريين أو التجسدات (التقمصات) المتعددة للروح خلال الرحلة الدورية للتطور، دوريا يخلع الإنسان جسمه الوقتي، كما عند الافعى حيث تخلع جلدها على نحو دوري.
4. الحكمة، فالثعبان كانت دائما رمزا كبيرا للحكمة في جميع الامم على مر التاريخ ومبجلة عند الاديان والفلسفات العالمية، حيث نرى ان المسيح قال معيدا لنا هذه الفكرة القديمة (كونوا حكماء كالحيات وغير ضارين كالحمام). في اللغة السنسكريتية كلمة (naga) تعني افعى، وهي مرادفة لكلمة (البدء) التي بدأ الشروع في الجمعيات السرية والباطنية.
5. الدائرة أيضا هي رمز قديم من رموز الكمال.

### مصر القديمة

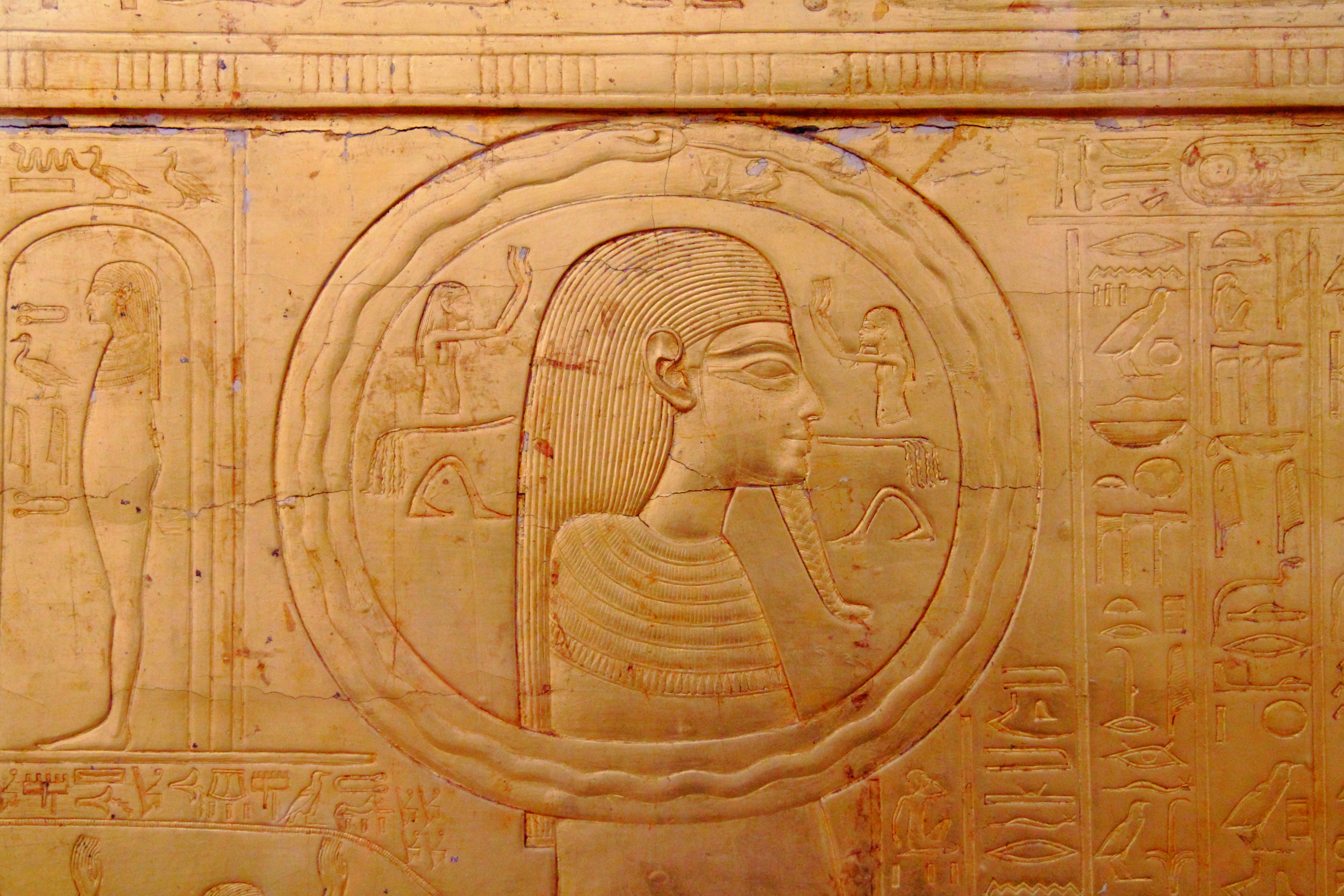
أول تمثيل معروف لأوروبوروس ، على أحد الأضرحة التي تحيط تابوت توت عنخ آمون.

أول تمثيل معروف لأوروبوروس، على أحد الأضرحة التي تحيط بالتابوت الحجري لتوت عنخ آمون كان أول ظهور معروف لعنصر الأوروبوروس في الكتاب المبهم للعالم الآخر، وهو نص جنائزي مصري قديم في المقبرة 62 ، مقبرة توت عنخ آمون، في القرن الرابع عشر قبل الميلاد. يتعلق النص بتصرفات الإله رع واتحاده بأوزوريس في العالم السفلي. تم تصوير الأوروبوروس مرتين، كلاهما هو مظهر من مظاهر الإله ميهين، الذي في نصوص جنائزية أخرى يحمي رع في رحلته إلى العالم السفلي. يمثل الشكل الإلهي بأكمله بداية الزمن ونهايته.
يظهر الأوروبوروس في مكان آخر في المصادر المصرية، حيث يمثل العديد من الآلهة المصرية، الفوضى التي لا شكل لها والتي تحيط بالعالم المنظم وتشارك في التجديد الدوري لذلك العالم. استمر الرمز في مصر حتى العصر الروماني، حيث ظهر بشكل متكرر على التعويذات السحرية، وأحيانًا مع رموز سحرية أخرى. كان المعلق اللاتيني سيرفيوس في القرن الرابع الميلادي على علم بالاستخدام المصري للرمز، مشيرًا إلى أن صورة ثعبان يعض ذيله تمثل الطبيعة الدورية للسنة.

### الصين
تم اكتشاف مثال مبكر لأوروبوروس (كتمثيل فني بحت) في الصين، على قطعة من الفخار في حوض النهر الأصفر. تنتمي الجرة إلى ثقافة يانغ شاو العصر الحجري الحديث التي احتلت المنطقة على طول الحوض من 5000 إلى 3000 قبل الميلاد.

### تمثيلات أُخرى
- في الغنوصية، عض الثعبان ذيله يرمز إلى الخلود وروح العالم.[11]

- في الأساطير الإسكندنافية، يظهر الأوروبوروس على أنه يورمونغاند، أحد الأطفال الثلاثة لـ لوكي، الذين نما بشكل كبير بحيث يمكنه تطويق العالم وإمساك ذيله بأسنانه. ويقتل على يد راجنار لودبروك، يلد راجنار فيما بعد ابن من امرأة تدعى آسلوغ ابن بصورة ثعبان أبيض في عين واحدة. حاصر هذا الثعبان القزحية وعض ذيله، وسمي الابن سيغارد عين الأفعى.[12]

- هناك اعتقاد شائع بين السكان الأصليين في الأراضي المنخفضة الاستوائية في أمريكا الجنوبية أن المياه الموجودة على حافة القرص العالمي محاطة بأفعى، غالبًا ما تكون أناكوندا، تقضم ذيلها.[13]

### كائنات حية

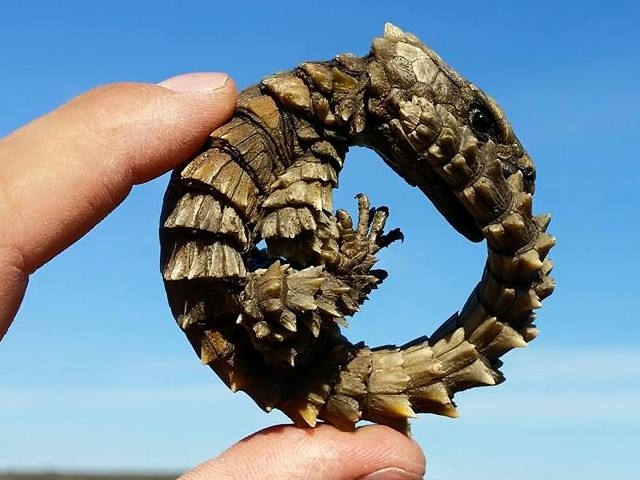
سحلية مدرعة في موقعها الدفاعي تبدو كأنه الأوروبوروس.

هنال نوع من السحالي تسمى السحلية مدرعة، تأخذ الوضع الدفاعي على شكل الأوروبوروس حيث يلتف على شكل كرة ويمسك بذيله في فمه.

## معرض الصور

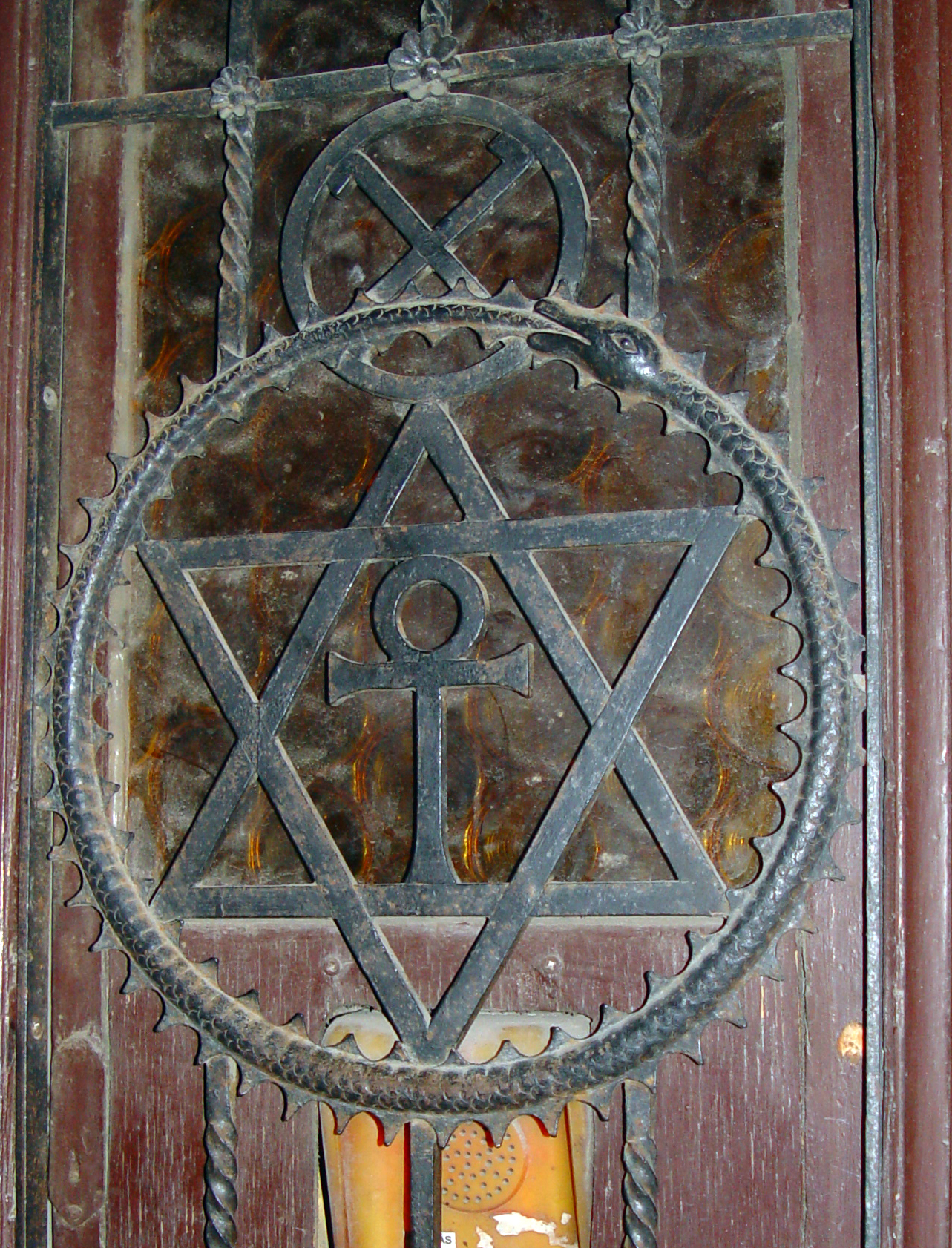
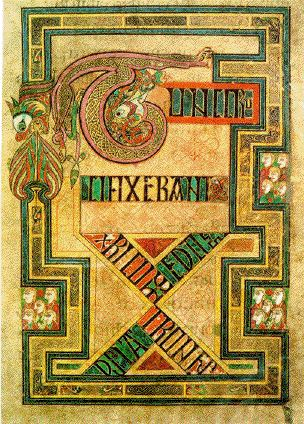
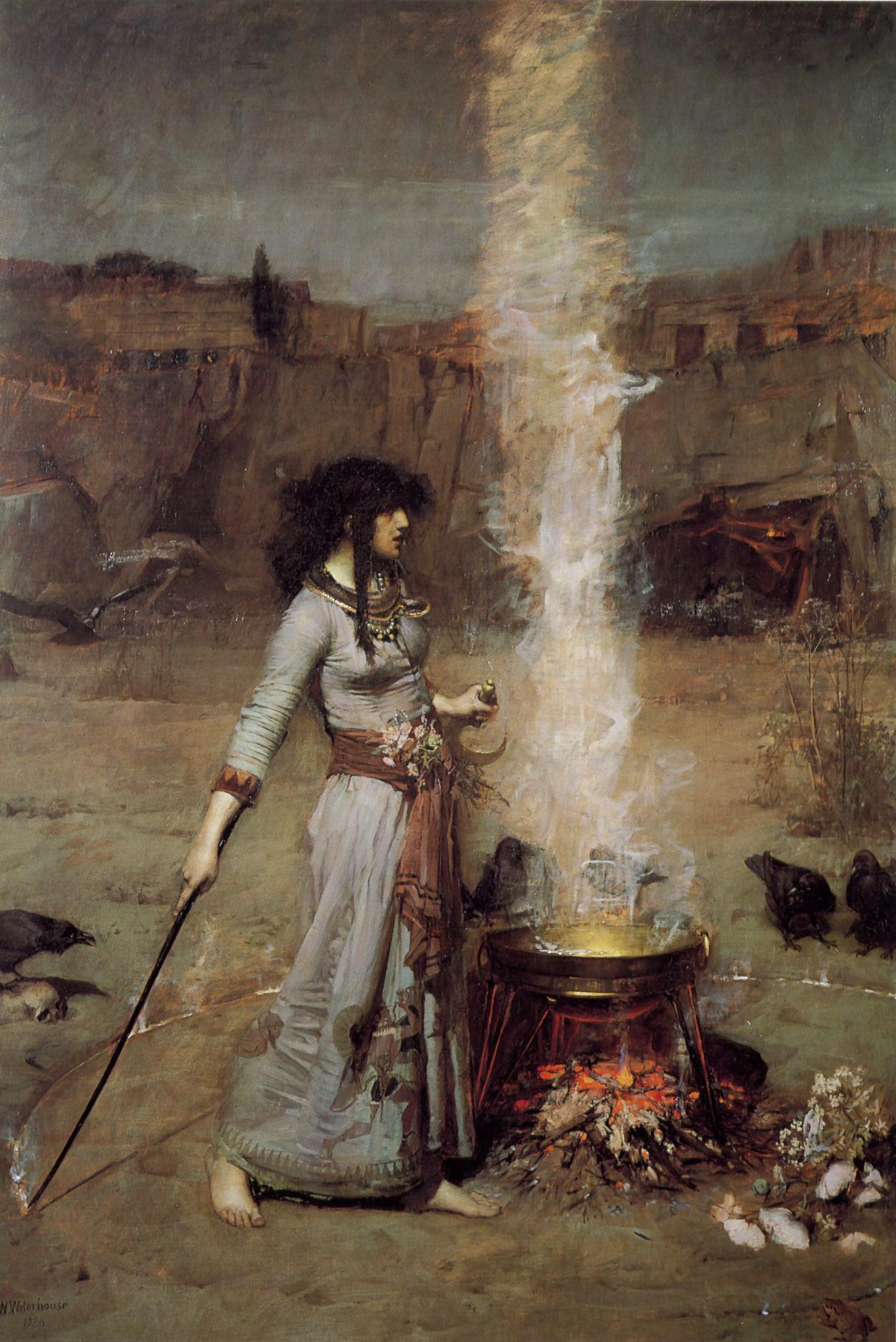
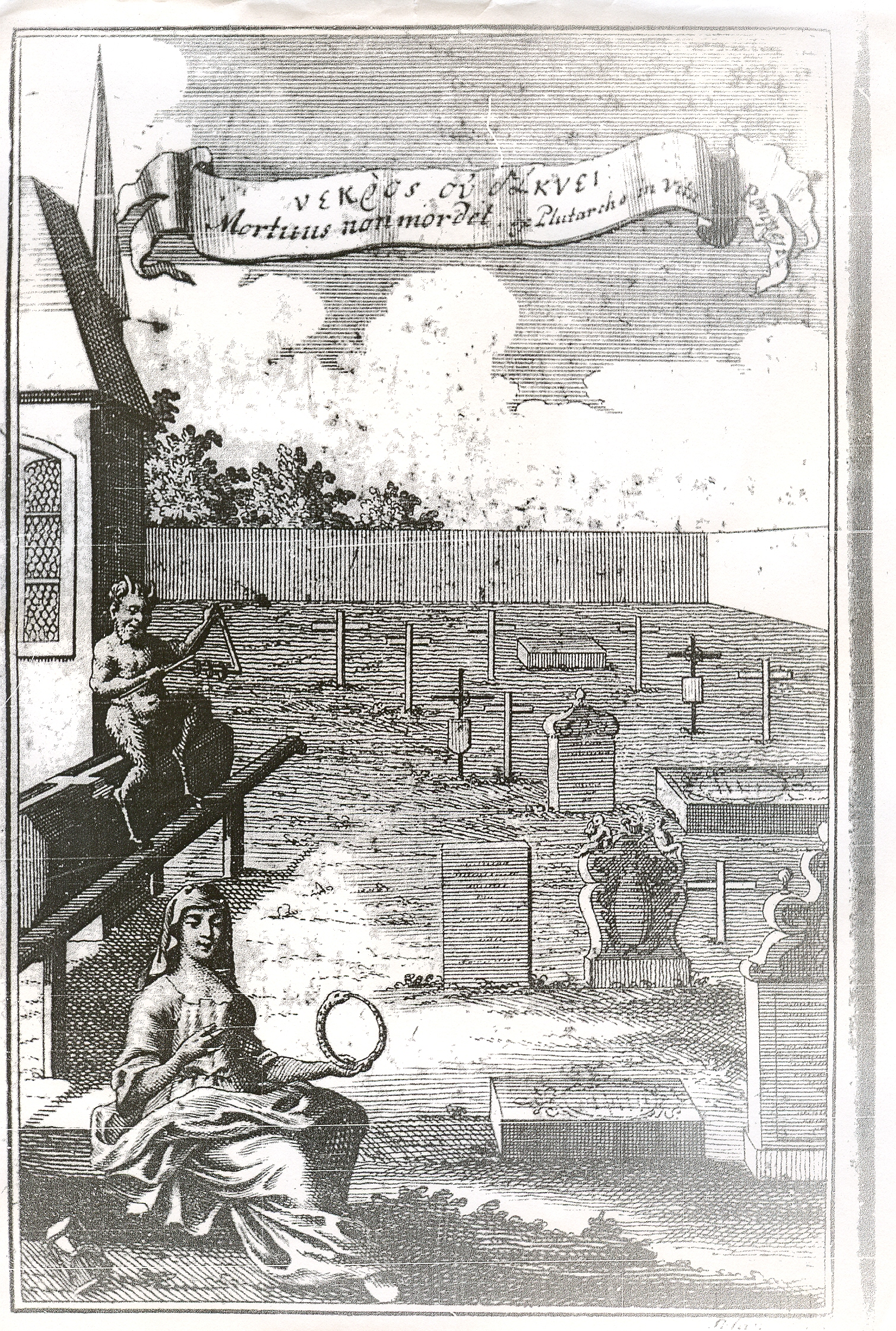
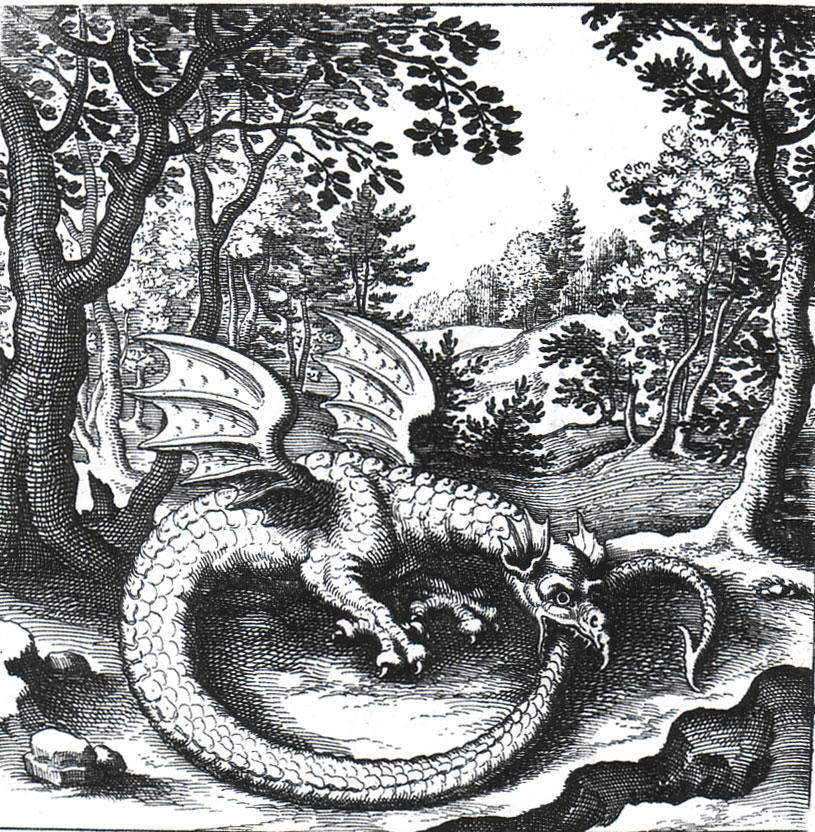